# Chiesa metropolitana sui iuris
La Chiesa metropolitana sui iuris (in latino Ecclesia metropolitana sui iuris) è una delle strutture istituzionali, previste dal codice dei canoni delle Chiese orientali (CCEO), in cui sono suddivise le Chiese cattoliche di rito orientale.

## Normativa canonica

### Definizione
(Marti, Il Consiglio dei Gerarchi, natura giuridica e potestà, p. 143.)
Assieme alla Chiesa patriarcale e alla Chiesa arcivescovile maggiore, la Chiesa metropolitana sui iuris è una delle categorie di Chiese cattoliche di rito orientale previste dal CCEO ai canoni 155-173.
Il canone 155 definisce questa struttura ecclesiale con queste parole:
Una Chiesa metropolitana sui iuris:
- può essere eretta e soppressa solo dal Papa, che ha il potere di definirne il territorio;
- è una Chiesa presieduta dal metropolita, nominato dal Pontefice;
- il metropolita è coadiuvato nel governo della Chiesa metropolitana sui iuris da un "Consiglio dei gerarchi".

La Chiesa metropolitana sui iuris prende generalmente il nome dalla città dove risiede il metropolita sui iuris.

### Il metropolita sui iuris
(Marti, Il Consiglio dei Gerarchi, natura giuridica e potestà, p. 145.)
Il metropolita sui iuris, da non confondere con il metropolita di una provincia ecclesiastica, è colui che presiede e governa la Chiesa metropolitana che gli è affidata. È nominato dal Papa e da lui riceve il pallio, «segno della sua potestà metropolitana e della piena comunione della Chiesa metropolitana sui iuris con il Romano Pontefice».
Il metropolita sui iuris governa la sua Chiesa, i vescovi e i fedeli, con potestà ordinaria e propria, ossia una potestà reale ed effettiva, la medesima dei patriarchi e degli arcivescovi maggiori. Questa potestà è valida solo dentro i confini del territorio proprio della Chiesa metropolitana sui iuris.
Il metropolita sui iuris, oltre al governo della Chiesa metropolitana che presiede, ha anche il governo di una propria eparchia, che guida con gli stessi diritti e doveri di un vescovo eparchiale.
Tra i vari compiti del metropolita sui iuris, il CCEO indica in particolare:
- ordinare e intronizzare i vescovi della sua Chiesa;
- convocare e presiedere il Consiglio dei Gerarchi;
- erigere il tribunale metropolitano;
- vigilare sulla sua Chiesa e fare la visita nelle eparchie
- nominare un amministratore nelle eparchie vacanti.

Spetta inoltre al metropolita sui iuris convocare e moderare l'assemblea metropolitana a norma dei canoni 140-145 del CCEO.

### Il Consiglio dei Gerarchi
Nel governo della Chiesa metropolitana sui iuris, il metropolita è coadiuvato dal Consiglio dei Gerarchi (Consilium Hierarcharum), convocato almeno una volta all'anno, al quale devono partecipare personalmente tutti i vescovi ordinati nella stessa Chiesa, vescovi eparchiali, ausiliari, coadiutori, emeriti, ovunque esercitino il loro ministero.
Il Consiglio dei Gerarchi, organizzato con statuti propri, discute gli affari della propria Chiesa metropolitana, provvede alle necessità pastorali dei fedeli, cura che i costumi e il proprio rito siano osservati, ed emana leggi e norme, che hanno valore vincolante solo dopo che la Santa Sede ha preso conoscenza del loro contenuto e ha comunicato per iscritto di aver ricevuto gli atti del Consiglio. Il Consiglio dei Gerarchi non è un semplice organo consultivo, «ma un organo legislativo che partecipa della potestà del metropolita e agisce assieme a lui».
Nel Consiglio dei Gerarchi hanno voto deliberativo solo i vescovi eparchiali e i vescovi coadiutori; per gli altri vescovi questa prerogativa è esercitata solo se espressamente prevista dal diritto particolare della Chiesa metropolitana sui iuris.
Il Consiglio dei Gerarchi ha il compito di sottoporre segretamente alla Santa Sede una terna di nomi per la nomina del metropolita sui iuris e degli altri vescovi eparchiali.

### L'Assemblea metropolitana
A norma del canone 172 del CCEO, ciò che nei canoni 140-145 viene detto dell'assemblea patriarcale ha valore anche per l'assemblea metropolitana, organo consultivo, convocata, almeno ogni 5 anni, e presieduta dal metropolita sui iuris.
(Codice dei canoni delle Chiese orientali, Canone 140)
L'assemblea metropolitana è costituita da vescovi, religiosi, sacerdoti, laici in rappresentanza di tutte le realtà ecclesiali della Chiesa metropolitana sui iuris.

## Elenco delle Chiese metropolitane sui iuris
Sono cinque le Chiese metropolitane sui iuris istituite nella Chiesa cattolica, due delle quali erette prima della promulgazione del codice dei canoni delle Chiese orientali nel 1990, quando non era ancora in uso la terminologia di Ecclesia metropolitana sui iuris.

### Chiesa metropolitana sui iuris di Addis Abeba
La provincia ecclesiastica di Addis Abeba è stata eretta da papa Giovanni XXIII il 20 febbraio 1961 con la bolla Quod Venerabiles. Dal 7 luglio 1999 è retta dal metropolita Berhaneyesus Demerew Souraphiel.
Costituiscono la Chiesa metropolitana di Addis Abeba le seguenti circoscrizioni:
- Arcieparchia di Addis Abeba
  - Eparchia di Adigrat
  - Eparchia di Bahir Dar-Dessiè
  - Eparchia di Emdeber

### Chiesa metropolitana sui iuris di Pittsburgh
La provincia ecclesiastica di Munhall dei Ruteni è stata eretta da papa Paolo VI il 21 febbraio 1969 con la bolla Quandoquidem Christus. L'11 marzo 1977 ha assunto il nome di Pittsburgh. Dal 19 gennaio 2012 è retta dal metropolita William Charles Skurla.
Costituiscono la Chiesa metropolitana di Pittsburgh le seguenti circoscrizioni:
- Arcieparchia di Pittsburgh
  - Eparchia di Parma
  - Eparchia di Passaic
  - Eparchia della Santa Protezione di Maria di Phoenix
  - Esarcato apostolico dei Santi Cirillo e Metodio di Toronto[24]

### Chiesa metropolitana sui iuris di Prešov
La Ecclesia metropolitana Prešoviensis ritus byzantini è stata eretta da papa Benedetto XVI il 30 gennaio 2008 con la bolla Spiritali emolumento, e il suo territorio proprio è la Slovacchia. È retta dal metropolita Jozef Jonáš Maxim.
Costituiscono la Chiesa metropolitana di Prešov le seguenti circoscrizioni:
- Arcieparchia di Prešov
  - Eparchia di Bratislava
  - Eparchia di Košice

### Chiesa metropolitana sui iuris di Asmara
La Ecclesia metropolitana Asmarensis è stata eretta da papa Francesco il 19 gennaio 2015 con la bolla Multum fructum, e il suo territorio proprio è l'Eritrea. È retta dal metropolita Menghesteab Tesfamariam.
Costituiscono la Chiesa metropolitana di Asmara le seguenti circoscrizioni:
- Arcieparchia di Asmara
  - Eparchia di Barentù
  - Eparchia di Cheren
  - Eparchia di Saganèiti

### Chiesa metropolitana sui iuris d'Ungheria
La Ecclesia metropolitana sui iuris Hungariae pro christifidelibus byzantini ritus è stata eretta da papa Francesco il 19 marzo 2015 con la bolla  In hac suprema, e il suo territorio proprio è l'Ungheria. È retta dal metropolita Péter Fülöp Kocsis.
Costituiscono la Chiesa metropolitana d'Ungheria le seguenti circoscrizioni:
- Arcieparchia di Hajdúdorog (con sede a Debrecen)
  - Eparchia di Miskolc
  - Eparchia di Nyíregyháza